# Yves Béhar
 (juin 2019).
Si vous disposez d'ouvrages ou d'articles de référence ou si vous connaissez des sites web de qualité traitant du thème abordé ici, merci de compléter l'article en donnant les références utiles à sa vérifiabilité et en les liant à la section « Notes et références ».
Yves Béhar, né à Lausanne en 1967, est un designer et entrepreneur suisse fondateur et principal designer de Fuseproject.

## Vie personnelle
Fils d’une mère allemande de l’est et d’un père turc, il a deux frères. 
Il est père de trois enfants et enseigne aussi au California College of the Arts. 

## Carrière
En 1999, il a fondé son agence Fuseproject à San Francisco. 
Il a reçu le National Design Award du Cooper–Hewitt, Smithsonian Design Museum, où ses œuvres font partie de la collection permanente. En 2004, il présente ses deux expositions individuelles, l’une au musée d'Art moderne de San Francisco et l’autre au musée de Design et d’Arts Appliqués Contemporains de Lausanne, en Suisse.[réf. nécessaire]
En 2016, avec l'appui technologique du MIT Media Lab, il conçoit le design de l'Ori, un système de rangement mécanisé pour de petits appartements.